# Rafał Śladkowski
Rafał Śladkowski herbu Nowina (ur. ok. 1512 roku – zm. w 1582 roku) – kasztelan konarski łęczycki w latach 1566–1582, łowczy łęczycki w latach 1547–1566.
Poseł na sejm piotrkowski 1562/1563 roku, sejm piotrkowski 1565 roku z województwa łęczyckiego.